# Ethniki Odos 59
Die Ethniki Odos 59 (griechisch Εθνική Οδός 59 ‚Nationalstraße 59‘) ist eine Straßenverbindung in Nordost-Griechenland. Sie verbindet die Autobahn 2 mit der EO 12 bei Nea Zichni.

## Verlauf
Die Straße beginnt südlich von Amfipoli (Αμφίπολη) an der Autobahn Aftokinitodromos 2 („Egnatia Odos“) (Anschlussstelle 28) und führt zunächst nach Norden zur Nationalstraße Ethniki Odos 2, die sie über eine Brücke kreuzt. Sie umgeht Nea Mesolakkia (Νέα Μεσολακκιά), lässt dann die direkte Straße nach Drama (Δράμα) über Paleokomi und Mavrolefki abzweigen und setzt sich nach Norden an Draviskos (Δραβήσκος) vorbei bis kurz vor Nea Zichni (Νέα Ζίχνη) fort, wo sie an der Straße Ethniki Odos 12 endet.